# 森特拉尔-迪米纳斯
森特拉尔-迪米纳斯是巴西米纳斯吉拉斯州的一个市镇。总面积203.675平方公里，总人口6590人，人口密度32.4人/平方公里。